# ناحیه امهرست، شهرستان فیلمور، مینه‌سوتا
شهرستان امهرست، بخش فیلمور، مینه‌سوتا (به انگلیسی: Amherst Township, Fillmore County, Minnesota) یک منطقهٔ مسکونی در ایالات متحده آمریکا است که در مینه‌سوتا واقع شده‌است.

## خصوصیات
شهرستان امهرست ۹۲٫۸ کیلومترمربع مساحت و ۴۰۵ نفر جمعیت دارد و ۳۶۰ متر بالاتر از سطح دریا واقع شده‌است.